# Botauroides parvus
Botauroides parvus — викопний вид сиворакшоподібних птахів вимерлої родини Primobucconidae. Мешкав у еоцені на території сучасних США. Скам'янілі рештки знайдені у формації Spanish John Meadow у штаті Вайомінг. Голотип (номер YPM 1030) складається з кількох кісток нижніх кінцівок.